# 隆日维尔莱圣阿沃尔德
隆日维尔-莱圣阿沃尔德（法語：Longeville-lès-Saint-Avold，法語發音：[lɔ̃ʒvil lɛ sɛ̃.t‿avɔld]，意为“聖阿沃爾德附近的隆日维尔”；摩泽尔法兰克语：Lubeln；莱茵法兰克语：Luuwle）是法国摩泽尔省的一个市镇，位于该省中北部，属于福尔巴克-布莱摩泽尔区。

## 地理
隆日维尔-莱圣阿沃尔德（49°6'58"N, 6°38'21"E）面积24.54 平方千米，位于法国大東部大區摩泽尔省，该省份为法国东北部内陆省份，是洛林的一部分，西南接默尔特-摩泽尔省，东临下莱茵省，北与卢森堡和德国接壤。
与隆日维尔-莱圣阿沃尔德接壤的市镇（或旧市镇、城区）包括：邦比代尔斯特罗夫、布什波恩、洛德勒方、聖阿沃爾德、齐曼。
隆日维尔-莱圣阿沃尔德的时区为UTC+01:00、UTC+02:00（夏令时）。

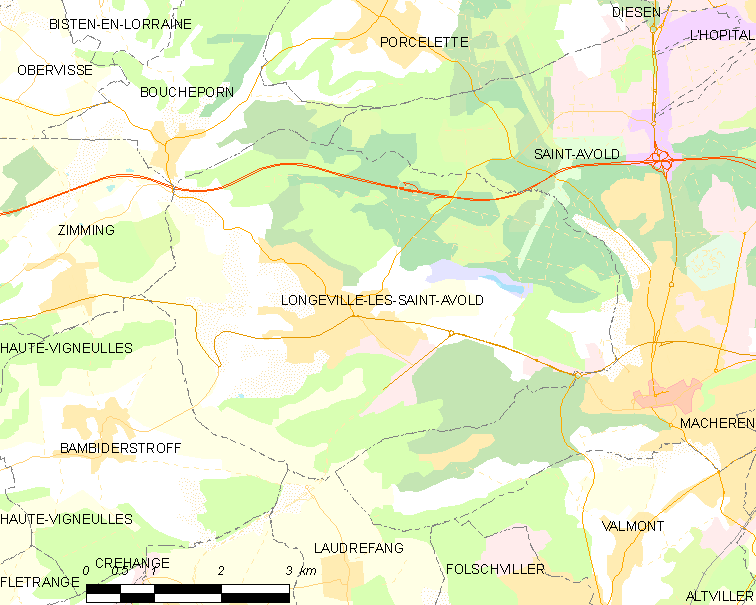
隆日维尔-莱圣阿沃尔德的OSM定位图

## 行政
隆日维尔-莱圣阿沃尔德的邮政编码为57740，INSEE市镇编码为57413。

## 政治
隆日维尔-莱圣阿沃尔德所属的省级选区为福尔克蒙县。

## 人口
隆日维尔-莱圣阿沃尔德于2022年1月1日时的人口数量为3592人。

1962-2008年间隆日维尔-莱圣阿沃尔德人口变化图示